# مهمانی (فیلم ۱۹۸۰)
مهمانی (به فرانسوی: La Boum) فیلمی محصول سال ۱۹۸۰ و به کارگردانی کلود پینوتو است. در این فیلم بازیگرانی همچون کلود براسر، بریژیت فوسی، سوفی مارسو، دومینیک لاوانان، برنار ژیرودو، ژان-پیر کاستالدی، ریشار بورینژه ایفای نقش کرده‌اند.
دنباله این فیلم مهمانی ۲ می‌باشد.